# Wolfgang Großruck

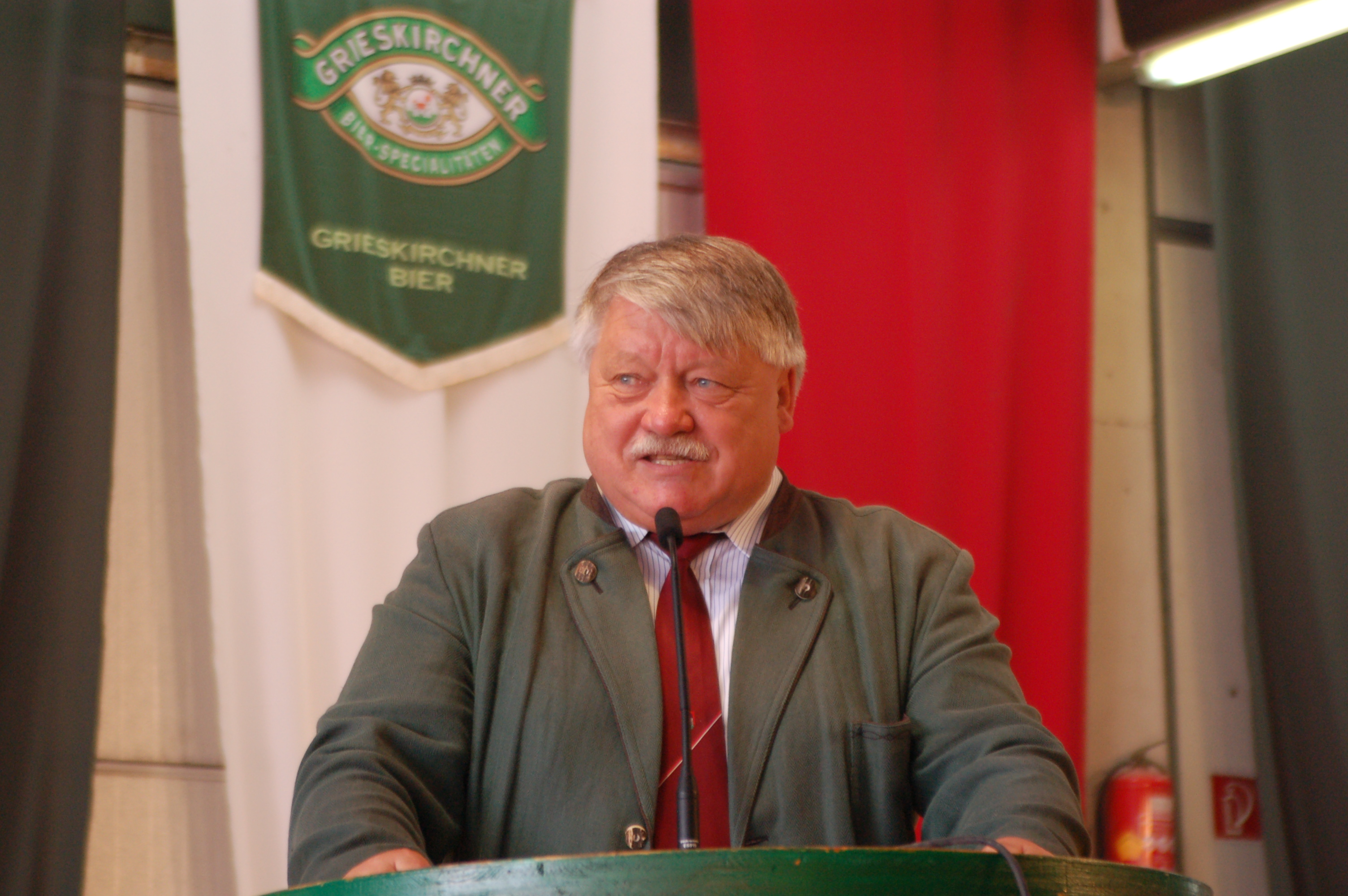
Wolfgang Großruck, 2008

Wolfgang Großruck (* 24. Oktober 1947 in Grieskirchen) ist ein österreichischer Politiker (ÖVP) und war von 1995 mit Unterbrechung bis 2013 Abgeordneter zum Österreichischen Nationalrat. Er war Wohnbausprecher der ÖVP im Nationalrat.

## Ausbildung und Beruf
Wolfgang Großruck besuchte zwischen 1953 und 1957 die Volksschule in Grieskirchen und wechselte danach ans Gymnasium im Stift Wilhering, wo er 1967 die Matura abschloss. Danach leistete Großruck seinen Präsenzdienst ab und studierte von 1968 bis 1970 Medizin an der Universität Innsbruck. Großruck, der sein Studium nicht abschloss, erlernte von 1970 bis 1972 einen Lehrberuf an der Pädagogischen Akademie der Diözese Linz.
Großruck übte seinen Beruf als Lehrer an der Polytechnischen Schule Grieskirchen lediglich zwischen 1972 und 1973 aus. Danach arbeitete er von 1973 bis 1988 als Geschäftsführer der Firma Gföllner in Grieskirchen und war danach von 1988 bis 1995 Landesleiter für Personenversicherung bei der Wiener Allianz Lebensversicherungs-AG, Landesdirektion Oberösterreich.

## Politik
Wolfgang Großruck startete seine politische Karriere im Gemeinderat seiner Heimatgemeinde Grieskirchen, dem er seit 1973 angehört. 1984 wurde er zum ÖVP-Stadtparteiobmann gewählt (bis 2003) und stieg 1985 zum Vizebürgermeister auf. 1991 übernahm Großruck auch die Funktion des Fraktionsobmann der ÖVP-Gemeinderatsfraktion. 1996 wurde Großruck zum Bürgermeister gewählt, worauf er 1997 seine Funktion als Fraktionsobmann zurücklegte.
Seit 1999 ist Großruck zudem ÖVP-Bezirksparteiobmann im Bezirk Grieskirchen. Er ist Mitglied des Landesparteivorstandes der ÖVP Oberösterreich, Bezirksobmann des ÖAAB Grieskirchen und Mitglied des Landesvorstandes des ÖAAB Oberösterreich. Großruck war zwischen 1990 und 1994 auch Arbeiterkammerrat der Arbeiterkammer Oberösterreich.
Seit 21. Februar 1995, also seit der 19. Gesetzgebungsperiode, ist Wolfgang Großruck Abgeordneter zum Nationalrat.
Als Abgeordneter wirkte Großruck als Präsident der Österreichisch-Albanischen Gesellschaft und Balkanbeauftragter des ÖVP-Parlamentsklub. Er war des Weiteren Mitglied der parlamentarischen Versammlung der OSZE, OSZE-Vizepräsident und Wahlbeobachter.
Er vertrat die ÖVP in der 23. Gesetzgebungsperiode (ab 2006) im Immunitätsausschuss, im Außenpolitischen Ausschuss, im Bautenausschuss und im Ausschuss für Menschenrechte.
Mit Ende der 23. Gesetzgebungsperiode am 27. Oktober 2008 schied er vorerst aus dem Nationalrat aus, konnte aber durch die Ernennung von Maria Fekter zur Innenministerin auf ihren Sitz nachrücken und wurde am 3. Dezember 2008 neuerlich angelobt. Er wurde 2009 Vorsitzender im Bauausschuss, der die Renovierung des Parlaments betreut. Im Februar 2009 legte Großruck sein Amt als Grieskirchner Bürgermeister nach fast 13 Jahren Amtszeit zurück.

## Sonstiges
Wolfgang Großruck ist Mitglied der katholischen Studentenverbindung AV Austria Innsbruck.

## Zitate
Wolfgang Großruck ist dafür bekannt, dass er jede seiner Reden vor der Parlamentsversammlung mit einem Reim beendet. Für Kontroversen sorgte eine Rede vor dem Nationalrat im Mai 2011, in der er folgendes Zitat brachte:
Obwohl er schon ein reiferer Mann, zeigt Dominique Strauss, was er noch ka(h)nn.
Sowohl Abgeordnete der Sozialdemokraten wie auch der Grünen warfen ihm vor, mit seiner Aussage eine womögliche Vergewaltigung zu bagatellisieren und forderten ihn zum Teil zum Rücktritt auf.
Weitere Zitate von Wolfgang Großruck:
Österreich ist zu beneiden, um die Sorgen, die es hat, während weltweit Menschen leiden, finden Kindereien statt. Ändern wir das Land der Berge, lassen wir es, wie es war, glückliches Land der Gartenzwerge, oh tu felix Austria!
Ich rat' Herrn Strache, der in Nöten, einen Rosenkranz zu beten, der Barbara die Leviten zu lesen - und die Wahlen zu vergessen.
Wie Troja einst mit List zerstört durch des Odysseus hölzernes Pferd, so haben auch die Griechen heut' mit Tricks Europa schön verbläut.
Die Wirtschaft und die Industrie kämpfen gegen Produktpiraterie. Dasselbe gibt's auch bei Parteien, die bruderzwistig sich entzweien. So sind die Orangen mit Wort und Taten der FPÖ Produktpiraten.
Ein Lehrer außer Rand und Band Gibt PISA-Ergebnisse bekannt: 40 Prozent können's Lesen ned Und 60 sind zum Rechnen z' bled! Worauf ihn der Primus unterbricht: Herr Lehrer, so viele sind wir nicht!
Ich gehe nach der Wahl nach Wien, wenn es kommt zu Rot und Grün. So sprach der grüne Herr Professor. Damit ist er nicht viel besser als aus Graz der kleine Grosz, der auch versprach, wir werden ihn los. Was Orange und Grün verspricht, liebe Wähler - glaubt es nicht!
Vor einem Jahr in Stein gemeißelt, wird die Wehrpflicht jetzt gegeißelt. Prinzipien keine Bedeutung, regieren tut die „Kronen Zeitung“. Die ÖVP jedoch ist g'scheit und jederzeit gesprächsbereit.
Die Schurken in den Schurkenstaaten Sollen büßen für ihre Schurkentaten. Und jeder Schurke, der soll sehen, wie es dem Schurken wird ergehen. So weiß auch Ahmadinejad, dass er ein Ablaufdatum hat.
Rot ist der Kanzler, laut Proporz, doch der Kopf herin ist schwarz.
Egal ist uns das Steuergeld. Gegen das, was wir euch brocken ein, war Kreiskys Team ein Sparverein. Zahlen werden es unsere Kinder müssen die Faymann-Brothers lassen grüßen!
Auf den Knien flehen wir dich an, lieber „Kronen Zeitung“-Mann, wir werden künftig nicht mehr ruhen und nur mehr das, was du willst, tun. Europa „ja“, Europa „nein“ - wie du es willst, so soll es sein. Willst du den Beitritt der Türkei, wir sind natürlich mit dabei. Willst du raus aus der EU, stimmen wir dem restlos zu. Gott schenke dir ein langes Leben, damit du uns noch viel kannst geben! Drum sei auf uns nicht mehr so sauer - dein Werni und Fred Gusenbauer.
Gesamtschulischer Einheitsbrei ist das Gelbe nicht vom Ei. Mitbestimmung ist gefragt, auch Vielfalt dabei angesagt. Reformen, ja, doch mit Bedacht, behutsam, nicht zu schnell gemacht. Zu schnell darf nur der Kanzler fahren - ich will mir einen Kommentar ersparen.
Unser Kanzler, wie wir wissen, tut das Leben sehr genießen. So kann es schon einmal passieren, dass er sich Freud'schich tut verirren; dass er Europas Präsident schlichtweg „Herr Barolo“ nennt. Was weiters vielleicht dazu führt, dass aus Putin „Puschkin“ wird. Merkel wird zur „Frau Merlot“. Aus Berlusconi wird „Bordeaux“.
Zwei Jagdausschüsse ohne End' tagen jetzt im Parlament. Jedoch steht nur ein einz'ger Mann am rot-blau-grünen Abschussplan. Halali bläst man seit Tagen - Feuer frei! zum Grasser-Jagen.
Dunkelrot war 30 Jahre das Ministerium eingefärbt, alle Posten, alle Ämter hat nur die SPÖ vererbt. Seit der Wende vor zwei Jahren kommt alles in das richtige Lot, Sicherheitsminister Strasser macht es wieder rot-weiß-rot.

## Auszeichnungen
- 2004: Großes Goldenes Ehrenzeichen für Verdienste um die Republik Österreich[4]